# Nassau, Rhein-Lahn
Nassau là một thị trấn của bang Rheinland-Pfalz.